# Roline Repelaer van Driel
Roline Repelaer van Driel (ur. 28 lipca 1984 w Amsterdamie) – holenderska wioślarka.

## Osiągnięcia
- Mistrzostwa Świata U-23 – Amsterdam 2005 – dwójka bez sternika – 9. miejsce[1].
- Mistrzostwa Świata – Eton 2006 – czwórka bez sternika – 5. miejsce[1].
- Mistrzostwa Świata – Monachium 2007 – ósemka – 7. miejsce[1].
- Igrzyska Olimpijskie – Pekin 2008 – ósemka – 2. miejsce[1].
- Mistrzostwa Europy – Montemor-o-Velho 2010 – ósemka – 2. miejsce[1].